# 英屬哥倫比亞大學奧卡納干分校
英屬哥倫比亞大學奧卡納干分校（英語：University of British Columbia Okanagan，簡稱UBCO），或翻譯為不列顛哥倫比亞大學，簡稱卑詩大學奧卡納干分校，是一所位於加拿大卑斯省基隆拿市的公立大學，於2005年成立，取代原奧卡納干大學學院。

## 簡介

### 歷史
2004年，卑斯省政府提議在奧卡納干一帶創立英屬哥倫比亞大學分校。隔年，卑斯大學吸收奧卡納干大學學院，在基隆拿市成立新的校區。2016年12月，卑詩省政府向此校區撥款四千余萬加元進行校區擴建。在基洛納-湖之鄉國會議員斯蒂文.佛合，農業部長諾姆.萊特尼克等見證下進行了擴建的開工儀式。這預計著未來此校區學生增長速度會大於溫哥華校區成為英屬哥倫比亞大學的未來發展方向。

## 學院

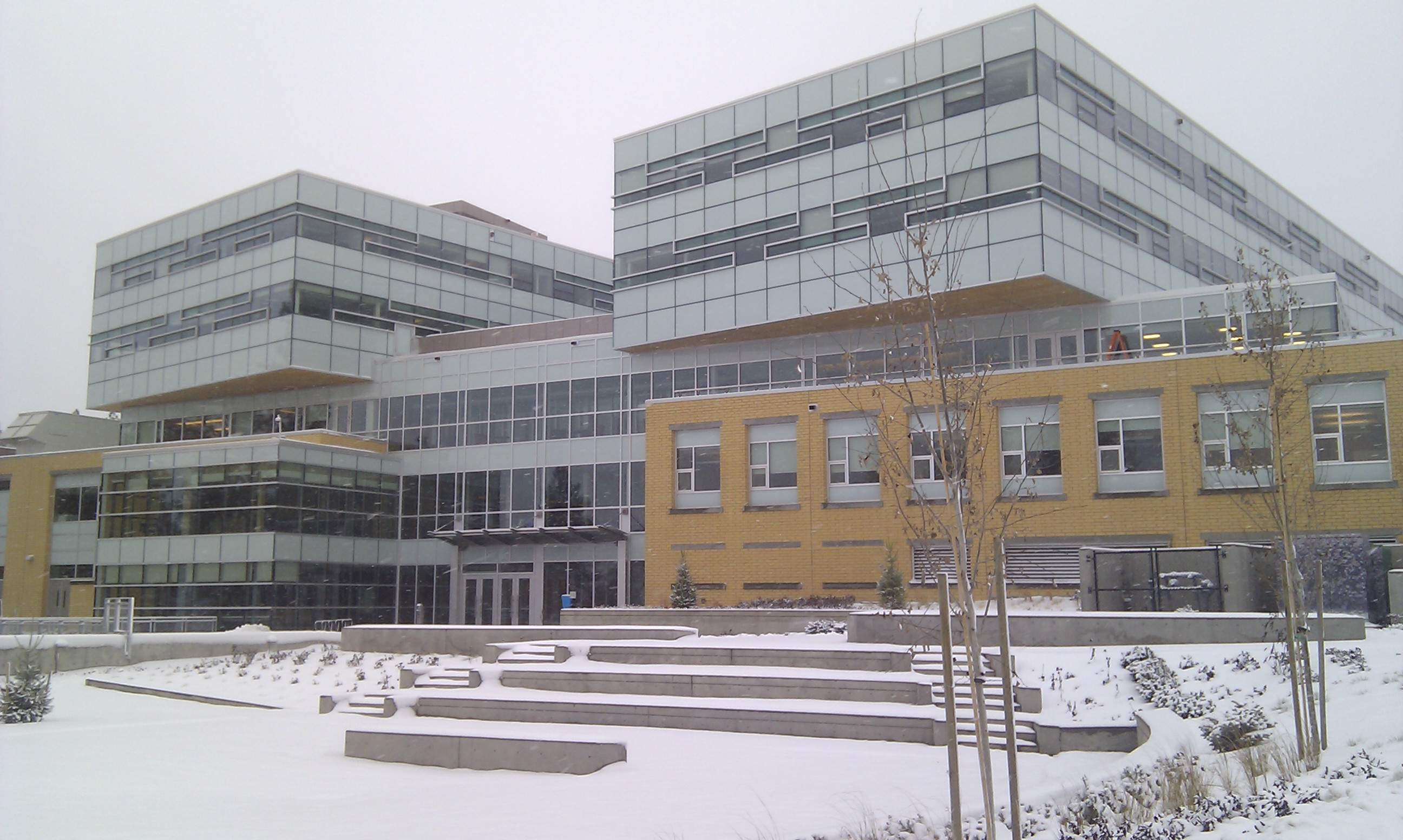
奧卡納干校區EME綜合大樓

卑詩大學奧卡納干分校共有8所教學單位。

### 學院
- 人文科學與科學院 (Irving K. Barber School of Arts and Sciences （页面存档备份，存于）)
- 研究生院 (College of Graduate Studies （页面存档备份，存于）)
- 工程學院 (School of Engineering （页面存档备份，存于）)
- 创新与批判學學院 (Faculty of Creative and Critical Studies （页面存档备份，存于）)
- 教育學學院 (Faculty of Education （页面存档备份，存于）)
- 衛生與社會發展學學院 (Faculty of Health and Social Development （页面存档备份，存于）)
- 企業管理學學院 (Faculty of Management)
- 醫學院 (Faculty of Medicine, Southern Medical Program （页面存档备份，存于）)

## 参見
- 加拿大大學列表